# District de Bubi
Pour les articles homonymes, voir Bubi.

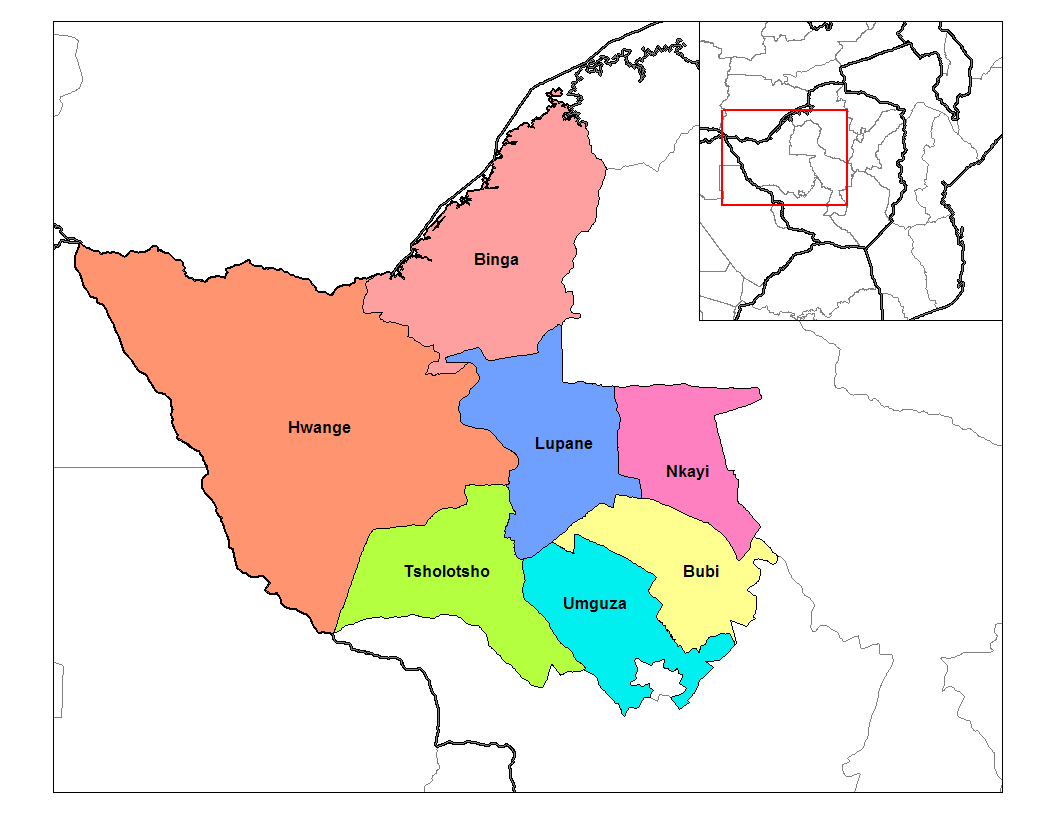
Carte des districts du Matabeleland septentrional.

Le district de Bubi est une subdivision administrative de second ordre de la province du Matabeleland septentrional au Zimbabwe. 